# Kronologija Domovinskog rata: veljača 1991.

### 5. veljače
- Hrvatski narod nikome ne prijeti, nikoga ne ugrožava, njegovo vodstvo ne vodi nikakvu agresivnu fašistoidnu, ustašoidnu i nikakvu protusrpsku politiku, kako mu se danas imputira iz dogmatsko komunističkih i hegemonističko-unitarističkih redova, naglasio hrvatski predsjednik dr. Tuđman u odgovoru na pismo dr. Borislava Jovića.[1]

### 6. veljače
- Najnovije, strogo povjerljive informacije, koje su u potpunosti provjerene, posebno su zabrinjavajuće: JNA je u gotovosti i spremna izvršiti vojnu intervenciju na Sloveniju, stoji u pismu Lojzeta Peterlea američkom državnom tajniku Jamesu Bakeru.[1]
- Nakon mitinga u središtu Belog Manstira, kojeg je organizirala Srpska demokratska stranka, a za koju policija nije dala odobrenje, u Baranji više nema mira - govornici su vrijeđali hrvatski narod i njene vrhovnike, prijetili s JNA i dobrovoljačkim odredima iz Srbije te tražili rušenje vlasti u Hrvatskoj.[1]

### 7. veljače
- Predsjednik Slovenije Milan Kučan na primanju priređenom u Ljubljani za konzule akreditirane u Sloveniji najavio mogućnost da Slovenija istupi iz jugoslavenske federacije.[1]
- Ako ne uspije dogovor o saveznu suverenih država, Hrvatska će, kao i Slovenija, biti za izlazak iz Jugoslaviji - rekao na konfereciji za strane novinare u Zagrebu predsjednik Tuđman.[1]

### 10. veljače
- Kamenovane kuće Hrvata u sarajevskoj općini Ilidži.[1]

### 11. veljače
- Pod nazivom ekskluzivno beogradska Politika objavila na cijeloj stranici članak u kojemu se kaže da Vatikan daje Hrvatskoj kredit od četiri milijarde dolare, što je, kako je priopćilo hrvatsko Ministarstvo informiranja nastavak bjesomučne kampanje beogradskog tiska protiv Hrvatske![2]

### 12. veljače
- Predsjednik Republike Hrvatske dr. Franjo Tuđman naglašava da, ako se Slovenija izdvoji, Jugoslavija više neće postojati i Hrvatske će donijeti odluku jednaku slovenskoj.[2]
- SDS BiH ne želi potpisati Deklaraciju o suverenosti i nedjeljivosti BiH.[2]

### 13. veljače
- U povodu sve češćih kršenja ljudskih prava u Sandžaku, Stranka demokratske akcije održala u Novom Pazaru prosvjedni miting.[2]
- U pismu što ga je Vuk Drašković, predsjednik Srpskog pokreta obnove, poslao hrvatskom predsjedniku dr. Tuđmanu, podmeće mu kako su se u Hrvatskoj povampirile aveti endehazije. U ime predsjednika Tuđmana odgovorio mu je Ured predsjednika Republike Hrvatske.[2]

### 14. veljače
- Sa sjednice Predsjedništva SFRJ stiglo priopćenje u kojem je vidljiva velika razlika u stavovima republika, jedne budućnost vide u čvrstoj federaciji a druge se zauzimaju za izdvajanje u samostalne i suverene države i za konfederalni ugovor.[2]

### 17. veljače
- Inozemni kredit od 150 milijuna američkih dolara namijenjen INA- Naftaplinu u Hrvatskoj završio u Srbiji.[2]
- Dvostruka mjerila u Dvoru na Uni - hrvatsku vlast ne prihvaćaju, ali kad su u pitanju novci uredno ili traže od Hrvatske, a ne od Knina.[2]

### 18. veljače
- Predsjednik Hrvatske dr. Tuđman i predsjednik Makedonije Kiro Gligorov mišljenja su da je još uvijek moguća zajednica suverenih republika, jer postoje zajednički interesi, prije svega one vrste kakvi su interesi zemalja Europske zajednice.[2]

### 21. veljače
- Sabor Republike Hrvatske odlučio da se na teritoriju Republike Hrvatske ne može primijeniti niti jedan zakon, propis ili akt, kao ni jedna odredba saveznog Ustava ako bi to narušavalo njezin suverenitet i teritorijalnu cjelovitost.[3]
- Predsjednik Republike Hrvatske i Sabor ovlašteni da bez njihove suglasnosti savezni organi ne mogu u Hrvatskoj utvrditi postojanje izvanrednih prilike, izvanrednog stanja ili narediti upotrebu oružane sile u miru.[3]

### 22. veljače
- Skupština općine Pakrac proglasila pripojenje SAO Krajini osnovane u Kninu.Ante B.: 1. ožujka 1991. – Napadom na policijsku postaju u Pakracu počeo je Domovinski rat  Kamenjar.com. 1. ožujka 2020. Pristupljeno 19. ožujka 2020.[3]

### 24. veljače
- Unatoč policijskoj zabrani, u centru Dalja okupilo se nekoliko tisuće Srba iz tog sela te okolnih mjesta na skupu podrške Predsjedništvu SFRJ i JNA, no bio je to samo klasični antihrvatske miting.[3]

### 27. veljače
- U Bugojnu održan skup svih tijela Hrvatske demokratske zajednice BiH na kojem se iskristalizirao stav da BiH treba postati suverena država ravnopravnih naroda i narodnosti.[3]
- Hrvatska odbila prihvatiti prijedlog saveznog budžeta za 1991. godinu te predložila da se minimalne zajedničke potrebe financiraju kotizacijom.[3]